# وویجرز
وویجرز یا سفرکنندگان (به انگلیسی: Voyagers) فیلمی در ژانر علمی تخیلی به نویسندگی و کارگردانی نیل برگر و محصول سال ۲۰۲۱ ایالات متحده آمریکا است. تای شرایدن، لی‌لی-رز دپ، فیون وایتهد، کالین فارل، چانتی آدامز، ایزاک همپستد رایت، ویویک کارلا و کوئینتسا سوئیندل بازیگران فیلم هستند. داستان فیلم دربارهٔ گروهی فضانورد جوان در یک مأموریت چند نسلی به منظور نجات نسل بشر است که عازم سیاره‌ای دوردست می‌شوند تا انسان‌ها در آنجا اسکان شوند.
فیلم در تاریخ ۹ آوریل ۲۰۲۱، توسط لاینزگیت فیلمز به نمایش درآمد.

## بازیگران
- تای شرایدن در نقش کریستوفر ربس
- لی‌لی-رز دپ در نقش سِیلا
- فیون وایتهد در نقش زک
- کالین فارل در نقش ریچارد
- چانتی آدامز در نقش فیبی
- ایزاک همپستد رایت در نقش ادوارد
- ویویک کارلا در نقش پیتر
- کوئینتسا سوئیندل در نقش جولی
- آرچی رنوکس در نقش الکس
- مدیسون هو در نقش آندا